# Ludvig Hawerman
Alfred Ludvig Hawerman, född 3 mars 1821 i Karlskrona, död 13 september 1908 i Södertälje, var en svensk arkitekt. Han var bror till Johan Adolf Hawerman och Emil Hawerman, båda två arkitekter. De var söner till instrumentdirektören A F Hawerman i Karlskrona och Fredrika Blom, född i Karlskrona 1784. De var systersöner till arkitekterna Fredrik Blom och Gustav Adolf Blom.
Ludvig Hawerman var anställd vid Överintendentsämbetet åren 1848–1886 där han blev 1:e arkitekt. Han var även intendent för kronans hus i Stockholm.  Hawerman ritade under 1800-talets andra hälft en lång rad kyrkor på svenska landsbygden men även profana byggnader. Bland kyrkobyggnader kan nämnas Ornö kyrka (1883–1886) som är en kopia av Gillhovs kyrka i Jämtland, Ore kyrka i Dalarna (1872), Rogberga kyrka i Småland (1867–1868) och Hasslövs kyrka i Halland (1862–1863).
Som arkitekt för profanbyggnader blev Hawerman känd för bland annat Luleå (1852), Landsstatshus Umeå ritat 1851, uppfört 1856-1857,   Stockholms telegrafstation, Skeppsbron 2 (1868–1870), Högre lärarinneseminariet vid Riddargatan i Stockholm (1870–1872) samt skolbyggnader i bland annat Göteborg och Enköping.

## Bilder

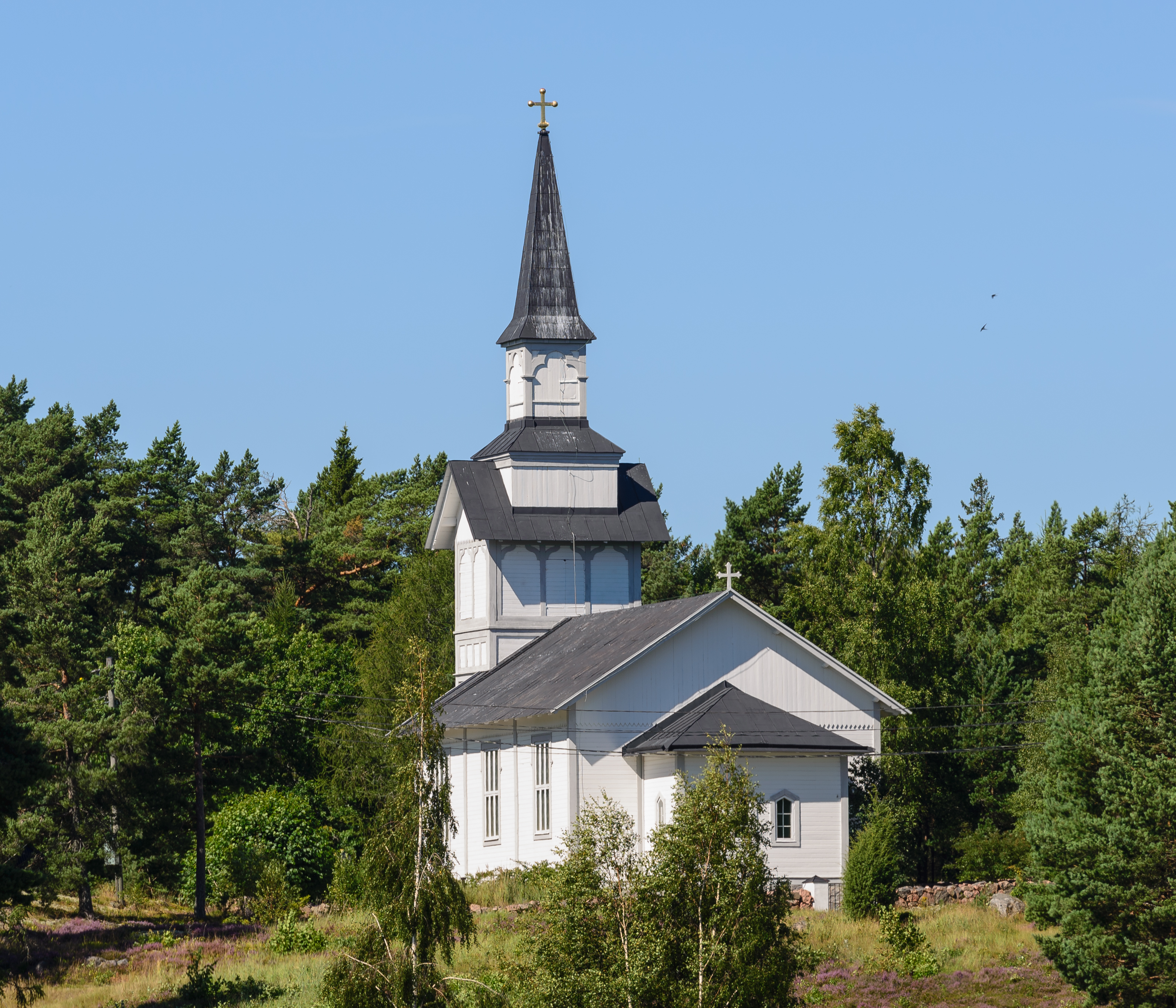
Ornö kyrka
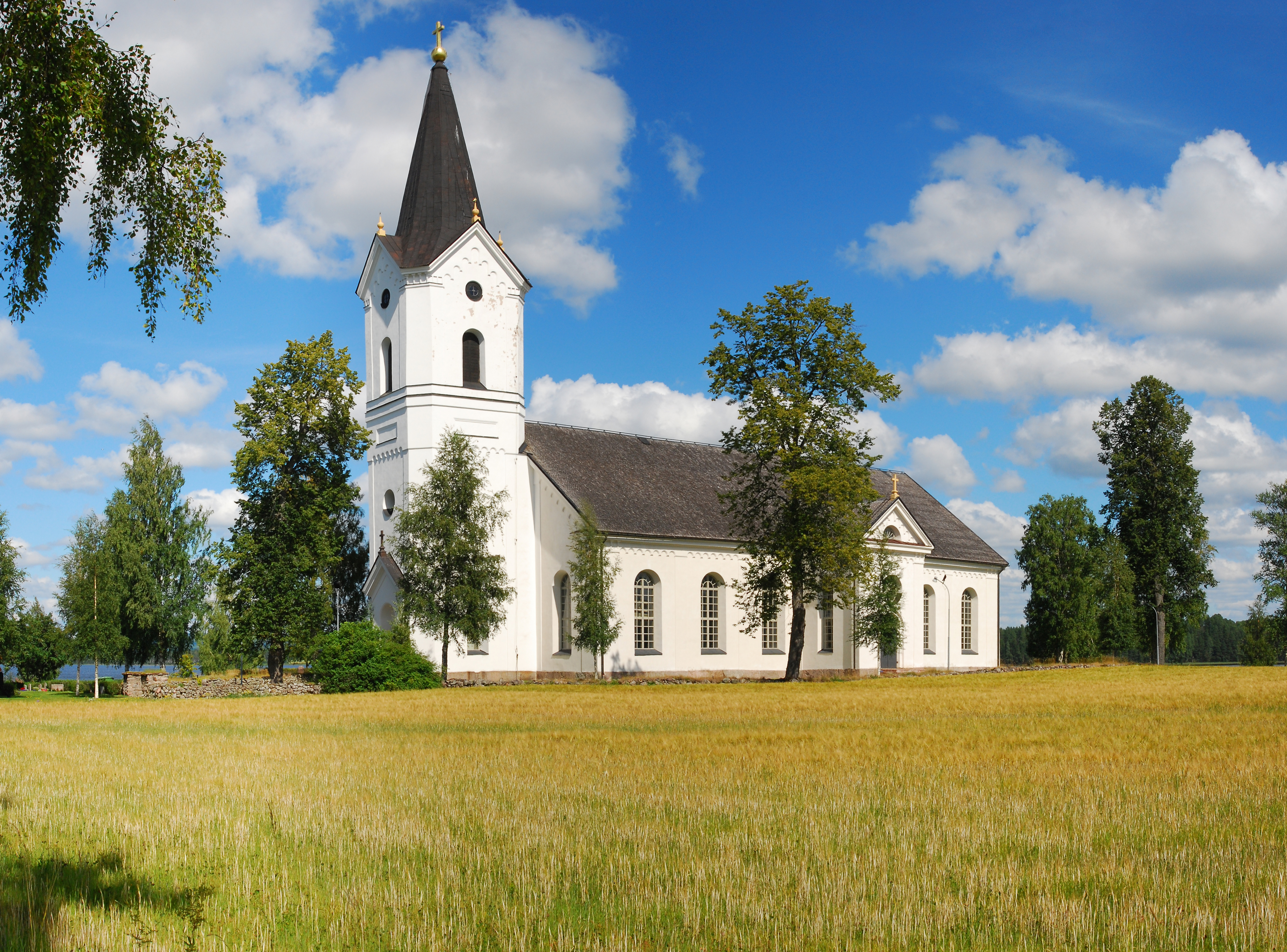
Ore kyrka.
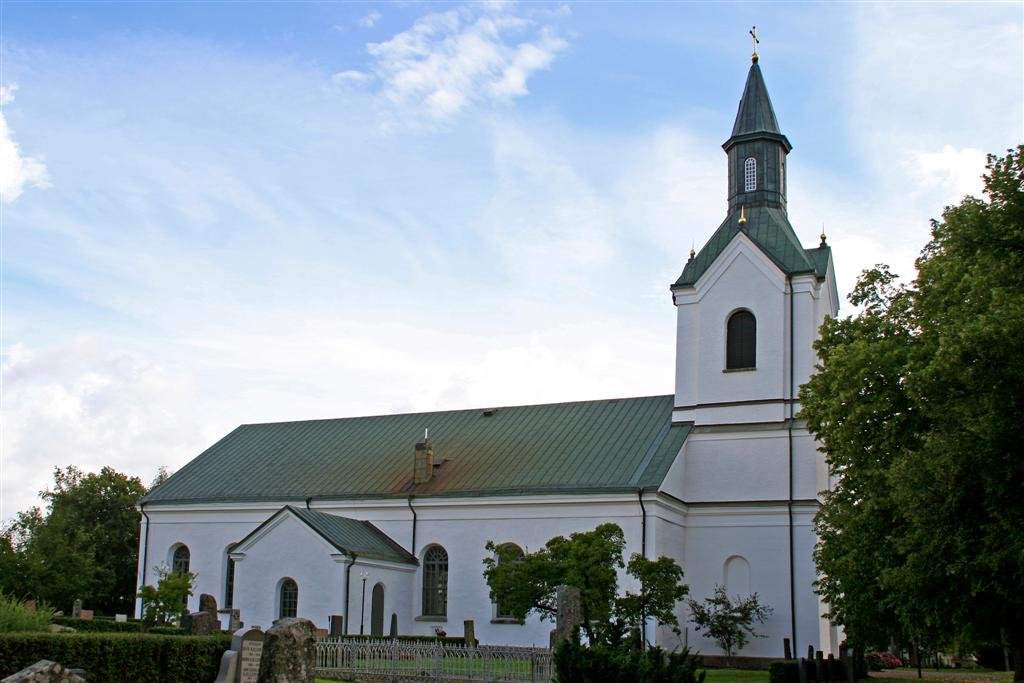
Rogberga kyrka
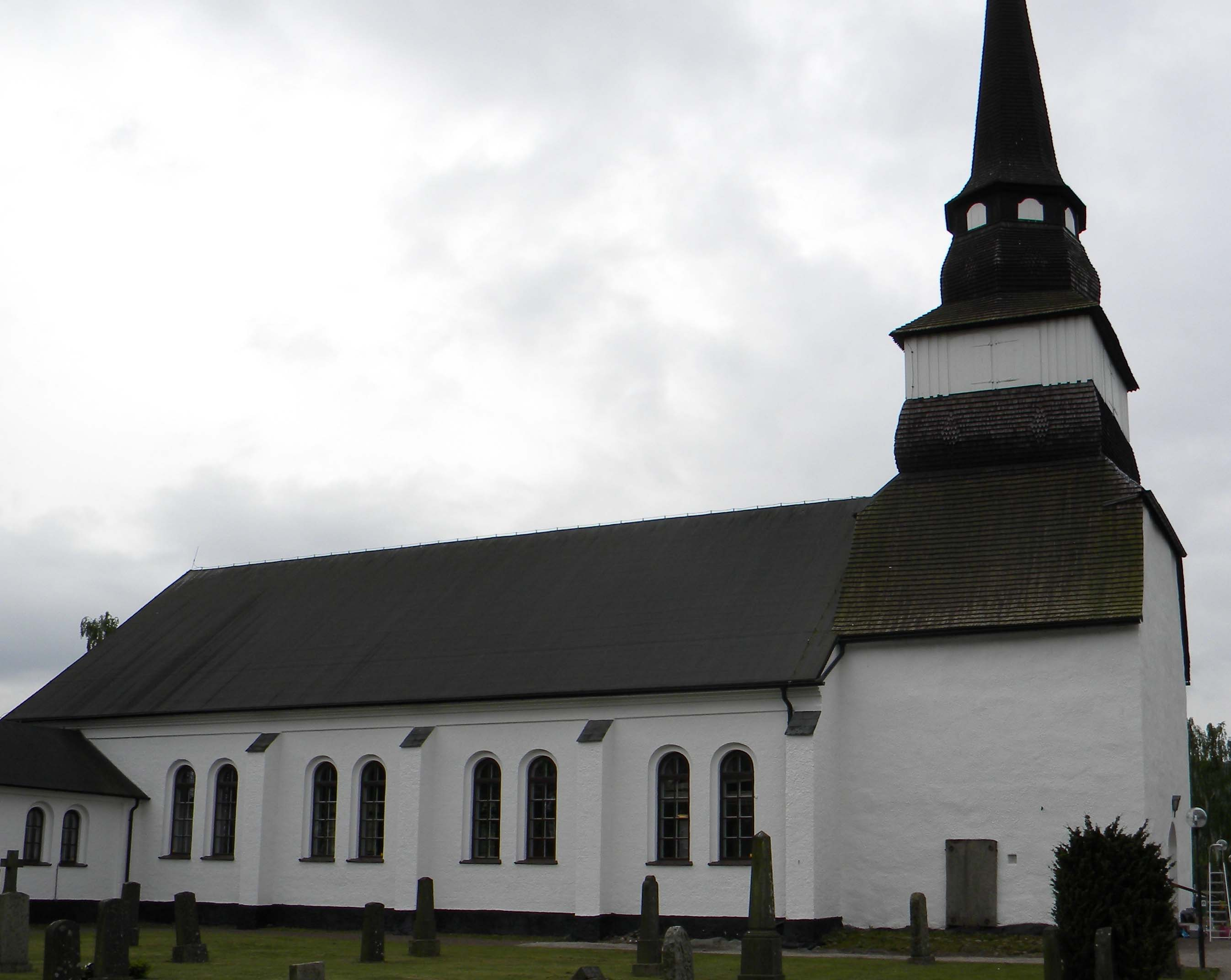
Hasslövs kyrka
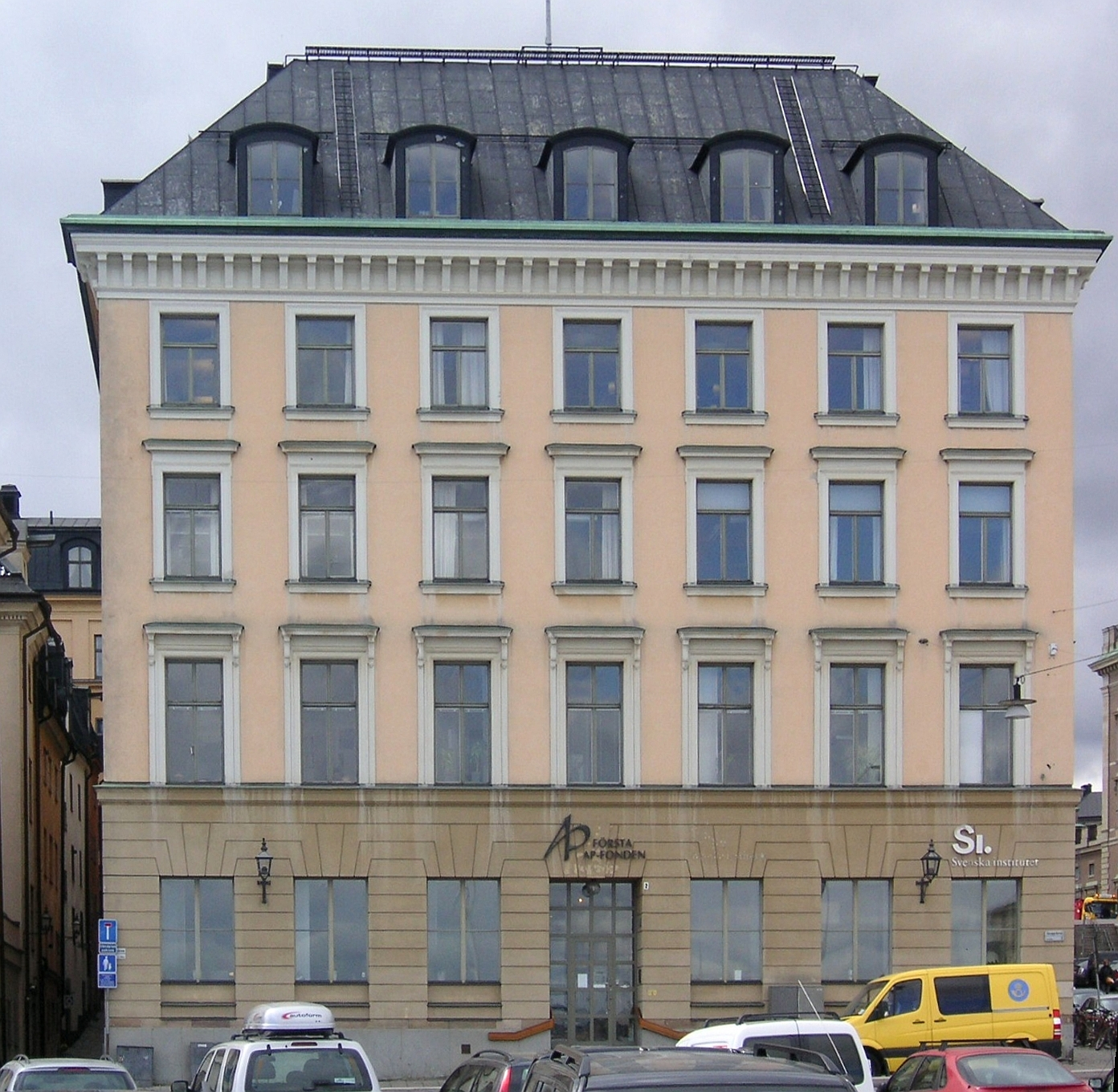
Stockholms telegrafstation.